# Unité flottante de production, de stockage et de déchargement
Pour les articles homonymes, voir FSO.
 (avril 2021).
Si vous disposez d'ouvrages ou d'articles de référence ou si vous connaissez des sites web de qualité traitant du thème abordé ici, merci de compléter l'article en donnant les références utiles à sa vérifiabilité et en les liant à la section « Notes et références ».

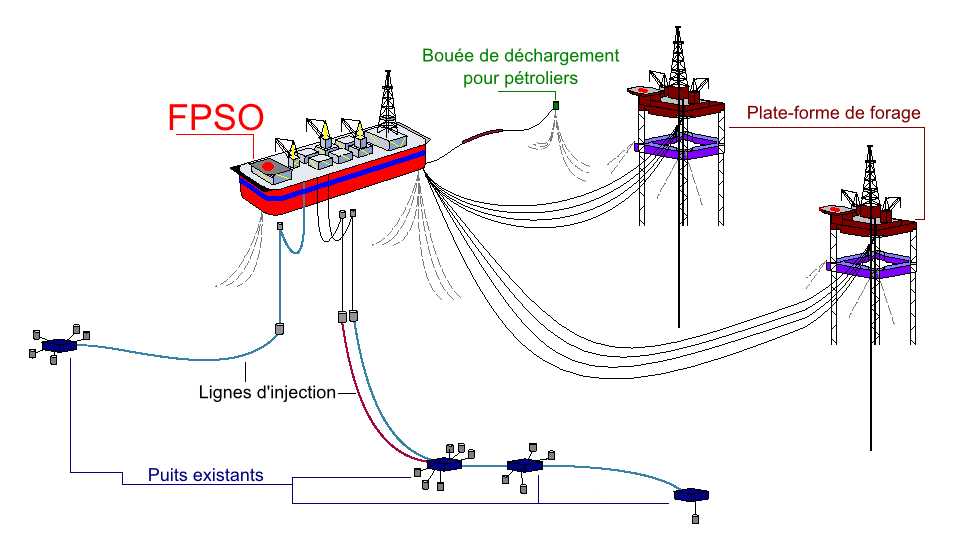
Schéma de principe d'un FPSO.

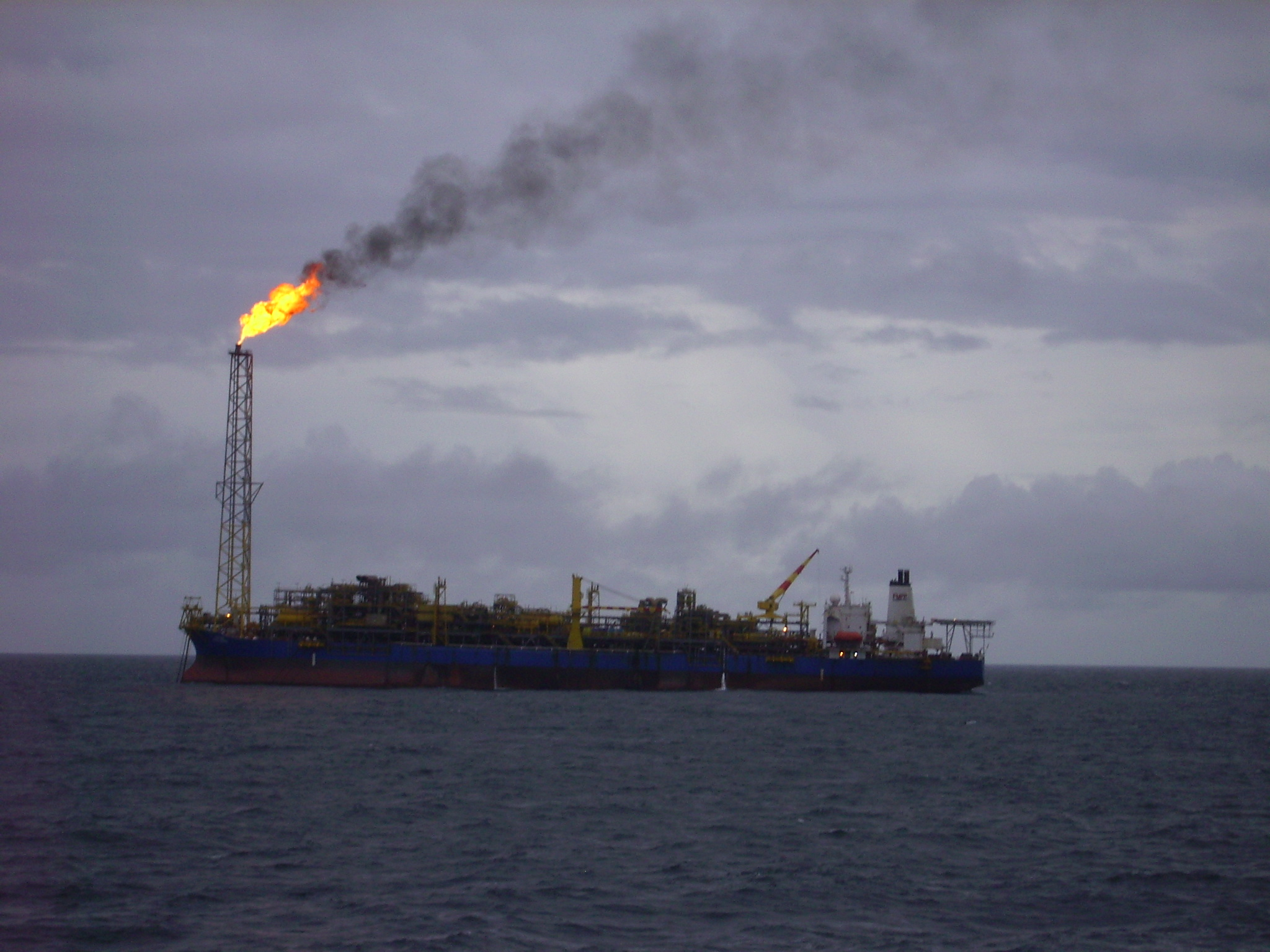
FPSO Mystras en action au large du Nigéria

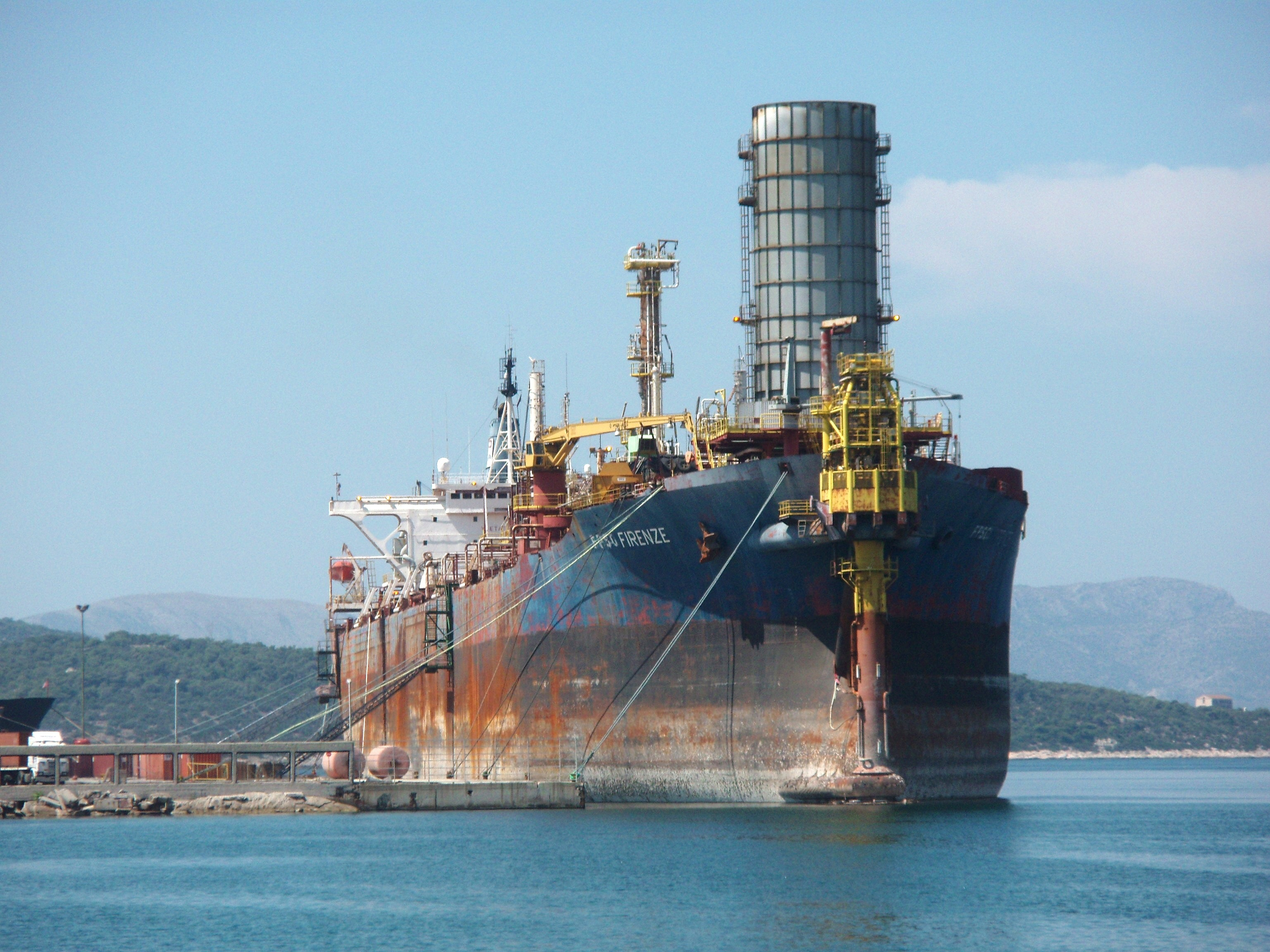
Le navire FPSO Firenze – Propriétaire Agip, Saipem – 2007, devant le chantier naval Hellenic Shipyards

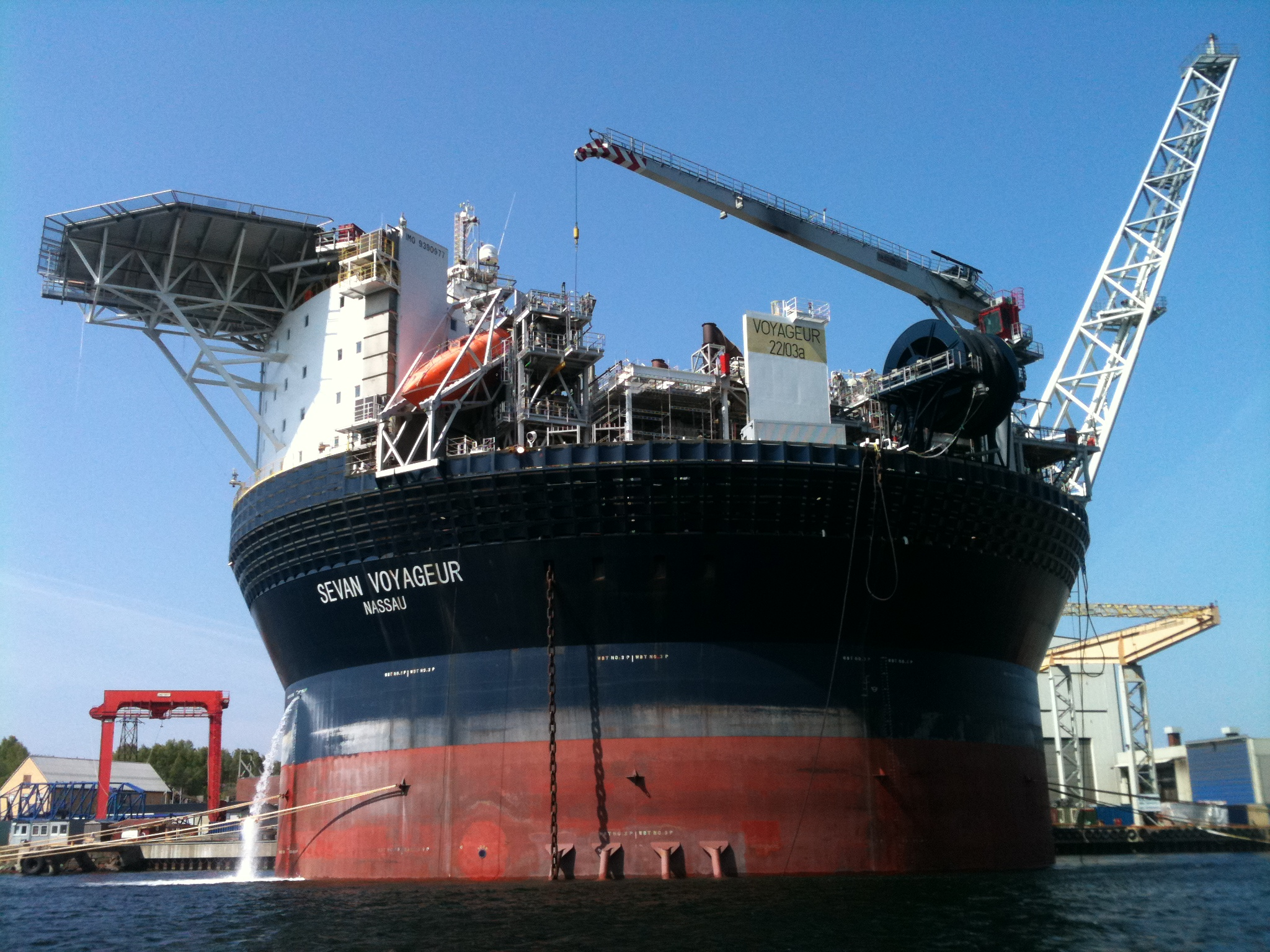
Le FPSO circulaire Sevan Voyageur à l'ancre à Eydehavn, Norvège.

Une unité flottante de production, de stockage et de déchargement (Floating Production Storage and Offloading ou FPSO) est un bâtiment  pour le traitement et le stockage des hydrocarbures et le stockage du pétrole, du gaz naturel ou des huiles produits en mer.
Les navires FPSO sont préférés dans les régions frontalières en mer (offshore) car ils sont faciles à installer et ne nécessitent pas une infrastructure complexe pour exporter les hydrocarbures. Deux types de FPSO existent : il peut s’agir d’une conversion d’un pétrolier en usine flottante, ou alors d’un navire conçu pour cet usage et produit à la demande. Si le navire n’est utilisé que pour le stockage des hydrocarbures, sans les traiter, il est alors référencé comme unité flottante de stockage et de déchargement (FSO).
Un FPSO bien connu était le Knock Nevis, qui était le plus grand navire au monde, mouillé au large du Qatar. Il a été vendu pour démolition en décembre 2009.

## Fonction
Ce type de navire reçoit le pétrole ou le gaz extrait par une ou plusieurs plateformes pétrolières ou un système sous-marin de puits de production. Il procède ensuite à la séparation des effluents (eau, gaz, pétrole brut), il stocke cette production en attendant que des pétroliers viennent la charger via une bouée distante de quelques kilomètres puis la transportent jusqu'aux ports pétroliers.

## Histoire
Les hydrocarbures sont produits à partir de plateformes offshore depuis la fin des années 1940. Initialement, toutes les plateformes d’hydrocarbures étaient posées au fond de la mer, mais au fur et à mesure, l’exploitation s’est déplacée vers des eaux plus profondes et plus éloignées des continents, dans les années 1970, et les systèmes de production flottants ont commencé à être utilisés.
La première unité flottante de production, de stockage et de déchargement était la Shell Castellon en 1977. Aujourd’hui [Quand ?],ce sont plus de 200 navires FPSO qui sont déployés pour l’exploitation d’hydrocarbures.
Ce secteur d’activité connaît une croissance significative et de nouvelles solutions pour d’autres segments des industries pétrolières et gazières.
Par exemple, le Sanha LPG (Gaz de pétrole liquéfié, GPL), FPSO qui opère en Angola, est le premier navire de ce type avec à bord un système complet de liquéfaction du gaz de pétrole, et d’installations d’exportation embarquées. Il est capable de stocker 135 000 mètres cubes de GPL  en attendant des barges pour le déchargement et l’exportation.
Une autre opportunité d'expansion très prometteuse est issue du développement du marché de la liquéfaction du gaz naturel. Une unité flottante de production, de stockage et de déchargement de GPL fonctionne sur le même principe qu’une unité flottante de production, de stockage et de déchargement pour hydrocarbures en extrayant des vapeurs d’éthane et de méthane de manière à produire du gaz naturel liquéfié (GNL), qui est ensuite stocké, déchargé pour être exporté. Signe très significatif de ce développement, la Royal Dutch Shell a annoncé en mai 2011 la mise en chantier du Prelude FLNG (Floating liquefied natural gas), qui exploitera le champ gazier Prelude situé à 200 km des côtes à l’ouest de l’Australie et qui a été achevé en 2017. Il mesure 488 m de long pour 74 m de large. Pleinement chargé, il devrait également atteindre 600 000 tonnes avec une capacité de stockage de 436 000 mètres cubes de GNL et de GPL.

## Mécanisme
Les hydrocarbures produits depuis les plateformes de production offshore peuvent être transportés sur le continent par pipeline ou par tanker. Quand un tanker est choisi pour transporter les hydrocarbures, il est nécessaire d’en accumuler suffisamment au préalable pour remplir le navire sans délai d’attente pour le transporteur. Pour ce faire, le navire-citerne se connecte à la sortie de stockage et récupère les hydrocarbures.

## Avantages
Les FPSO et les navires-citernes sont particulièrement efficaces dans les zones éloignées des côtes ou en eaux profondes, là où les pipelines ne sont pas rentables. Les FPSO éliminent la nécessité de poser des conduites longues et coûteuses et l’installation d’usines de traitement à terre. Ils fournissent une solution attractive économiquement pour les plus petits gisements d’hydrocarbures qui n’ont qu'une réserve de quelques années et qui ne justifient pas le coût d’une installation permanente de pipelines. De fait, une fois le gisement épuisé, le FPSO peut être déplacé vers un autre champs de production.

## Équipement
Un tel navire possède de nombreux systèmes de traitement et de séparation des différents types de pétrole ; il est adapté aux conditions climatiques les plus défavorables. Il doit pouvoir opérer de façon autonome en raison de sa localisation dans des zones éloignées.

## Capacités
Jusqu'en 2017, les plus grands FPSO sont longs d'environ 310 mètres pour une largeur de 60 mètres et une hauteur de coque de 30 mètres. Leur capacité de production peut dépasser 200 000 barils par jour pour une capacité de stockage de 2 millions de barils.